# Трус (фильм)
«Трус» (бенг. কাপুরুষ, Kapurush) — чёрно-белый фильм-драма 1965 года индийского режиссёра Сатьяджита Рая.

## Сюжет
Во время путешествия по стране у сценариста Амитабхи Роя ломается автомобиль и он останавливается на ночлег у крестьянина Бимала Гупты. В доме Гупты он знакомится с его женой. К своему удивлению Амитабха узнаёт в ней свою бывшую возлюбленную, которую он когда-то бросил.
Оставшись с Каруной наедине, Амитабха признаётся ей в любви и просит её оставить мужа. Каруна никак не реагирует на его слова. Тогда Амитабха вспоминает прошлое и своё предательство. Несмотря на то, что Амитабха был простым студентом и им запрещали встречаться родственники Каруны, она всё же пришла к нему, а Амитабха проявил трусость. Теперь, когда он стал обеспеченным человеком, Каруна не отвечает на его просьбы и остаётся со своим мужем.

## В ролях
| Актёр              | Роль         |
| ------------------ | ------------ |
| Соумитра Чаттерджи | Амитабха Рой |
| Мадхаби Мукхерджи  | Каруна Гупта |
| Харадхан Баннерджи | Бимал Гупта  |

## Награды и номинации
| Награды и номинации | Награды и номинации        | Награды и номинации | Награды и номинации | Награды и номинации |
| Год                 | Фестиваль                  | Категория           | Номинирован(а)      | Итог                |
| ------------------- | -------------------------- | ------------------- | ------------------- | ------------------- |
| 1965                | Венецианский кинофестиваль | «Золотой лев»       | Сатьяджит Рай       | Номинация           |